# Peter Adolph Winkopp
Peter Adolph Winkopp (* 25. Januar 1759 in Erfurt; † 26. Oktober 1813 in Aschaffenburg) war ein deutscher Schriftsteller und Publizist.

## Leben
Peter Adolph Winkopp war Ordensmitglied der Benediktiner und flüchtete aus dem Kloster Petersberg in Erfurt. Er widmete sich nun der Schriftstellerei und verfasste zunächst mehrere Romane, die in Klöstern spielten. Bekannt wurde er als Herausgeber der Zeitschrift Der deutsche Zuschauer (erschienen 1785 bis 1789 in Zürich), die sich politischen und religiösen Themen widmete. Er war auch als Übersetzer tätig und hat u. a. die drei Bände von Adèle et Théodore, ou Lettres sur l’Éducation von Félicité de Genlis aus dem Französischen als Adelheid und Theodor oder Briefe über die Erziehung 1784 ins Deutsche übersetzt. Wegen seiner Kritik an Kurmainz wurde Winkopp am 8. März 1786 in Basel aufgegriffen, nach Mainz gebracht und dort bis Ende September in Haft gehalten. Nach seiner Entlassung blieb er in Mainz und heiratete die Witwe eines Frankfurter Buchhändlers. Er gründete eine eigene Buchhandlung, die er wegen der schlechten Geschäftsentwicklung wieder aufgeben musste. Winkopp arrangierte sich mit der kurmainzischen Regierung, die ihn im Jahr 1791 zum Hofkammerassessor und 1796 zum Hofkammerrat in Erfurt ernannte. Seit 1801 lebte Winkopp als freier Schriftsteller und Herausgeber zeitgeschichtlicher Themen und verschiedener Zeitschriften wieder in Aschaffenburg. Von 1806 bis zu seinem Tod war er für die Zeitschrift Der Rheinische Bund tätig.

## Werke
- P. A. Winkopp’s Freimüthige Bemerkungen über die Mainzer Monatschrift von geistlichen Sachen: hauptsächlich Apologie der Publizität und Rechtfertigung deutscher Journalisten. Nebst einer Analyse der zu Regensburg sine die et consule ausgestreuten … Bemerkungen, wie sich gegen den Professor Schlözer in Göttingen zu benemen sein möchte. 340 S.; Frankfurt u. Leipzig 1785.
- Geschichte der französischen Eroberungen und Revolution am Rheinstrome vorzüglich in Hinsicht auf die Stadt Mainz. 1794. (Digitalisat)
- Faustin’s des Jüngern Reisen und Thaten im schwindelnden Jahrzehend der Freiheit am Ende des philosophischen Jahrhunderts. 332 S., Leipzig 1799.
- Die Rheinische Konföderations-Akte oder der am 12. Julius 1806 zu Paris abgeschlossene Vertrag. Verlag Mohr, Frankfurt a. M. 1808.
- Versuch einer topographisch-statistischen Beschreibung des Großherzogtums Frankfurt. Frankfurt am Main 1812. (Digitalisat)

## Herausgeber
- Der deutsche Zuschauer. Zürich 1785–1789 (9 Bände) und Der neue deutsche Zuschauer. [s. l.] 1789–1791 (7 Bände)
- Magazin für Geschichte, Statistick, Litteratur und Topographie der sämtlichen deutschen geistlichen Staaten. Zürich 1790/91 (2 Bände)
- Neuestes Staats-, Zeitungs-, Reise-, Post- und Handlungs-Lexikon oder geographisch-historisch-statistisches Handbuch von allen fünf Theilen der Erde. Enthaltend eine genaue und vollständige […]. Leipzig 1804–1807, nur vier Bände[1] bis „Sazung“ erschienen.
  - Ersten Bandes Erste Abtheilung: A – D, Kleefeld, Leipzig 1804. (Digitalisat)
  - Band 3 Erste Abtheilung: Leipzig 1805. (Digital zugänglich)
- Der Rheinische Bund. Eine Zeitschrift historisch-politisch-statistisch-geographischen Inhalts. Frankfurt am Main 1806–1813.: UB Bielefeld: Digitalisierte Ausgabe aller 23 Bände